# Ludwig Pezold

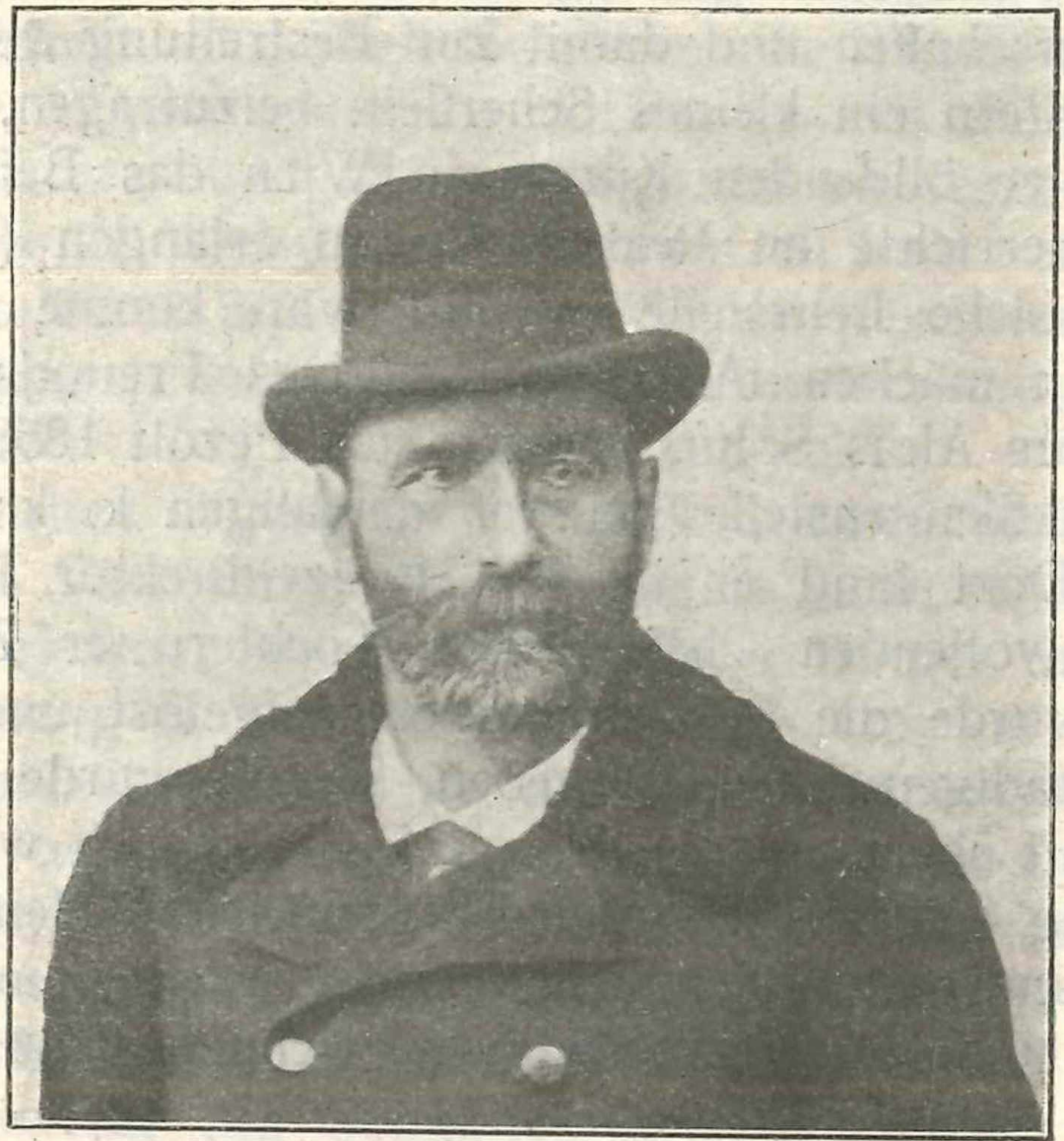
Ludwig Pezold in den Mitteilungen der Gesellschaft für Salzburger Landeskunde

Ludwig Pezold (auch Ludwig Pezolt; * 8. Oktober 1839 in Rom; † 21. Juli 1922 in Salzburg) war ein österreichischer Archivar und Schriftsteller.

## Leben
Ludwig („Luigi“) Pezold wurde 1839 als Sohn des Malers Georg Pezold in Rom geboren. Er hatte einen älteren Bruder Luitpold. Sein Vater Georg Pezold wählte den Namen seines jüngeren Sohnes auch in Anerkennung des „kunstsinnige[n] Bayernkönig[s]“ Ludwig I., der sich selbst gern in Rom aufhielt. Ludwig Pezolds Mutter Luise (geb. Spiegel) starb früh in Ludwigs zweitem Lebensjahr und nach vierjähriger Ehe am 31. Oktober 1841. Georg Pezold heiratete daraufhin eine von Schwarzenberg, die Ludwigs Mutter aber nicht ersetzen konnte. Georg, „von seiner Kunst und seinen Sorgen in Anspruch genommen“, fand zudem wenig Zeit für seine Kinder.
Ludwig besuchte nach dem Umzug mit seinem Bruder und seiner Stiefmutter nach Österreich die „Normalhauptschule“ und 1850 die neu geschaffene dritte Klasse der „Unterrealschule“. Sein Vater lehrte ihm das Zeichnen, wodurch Ludwig einen kleinen Teil, „ein kleines Scherflein“, zu den Haushaltungskosten beitragen konnte.
Auf Vermittlung eines Freundes seines Vaters bewarb er sich 1858 um eine Praktikantenstelle in der Kanzlei der damaligen Salzburger k.k. Polizeidirektion. Den Töchtern des Polizeidirektors Lemonnier gab er Zeichenunterricht. 1861 wurde die Direktion aufgelöst und zumindest noch teilweise der Stadtgemeinde einverleibt. Er behielt seine Stelle als offenbar „unbesoldeter Kanzleipraktikant“. Auch sein neuer Chef, inzwischen der Bürgermeister Heinrich von Mertens, unterstützte ihn wie gehabt und Pezold gab auch seinen Töchtern Zeichenunterricht. Mertens Frau sei Pezold durch ihre „seltene[n] Geistes- und Herzensgaben“ wie eine zweite Mutter gewesen.
1862 wurde Pezold Mitglied im Salzburger Turnverein, wo er im Laufe der Jahre aktiv turnte und viele Jahre das Amt des Schriftführers innehatte.
1866 erwarb er an der Akademie der bildenden Künste in Wien das Befähigungszeugnis zum Zeichenunterricht an Realschulen, Ausbildungsplätze fehlten jedoch.
Pezold wurde 1872 Ratsprotokollist und im Jahr darauf Kanzleidirektor. Er arbeitete nun auch mit Lokalgeschichte und verfasste 1888 den Statistischen Bericht über die wichtigsten demographischen Verhältnisse für das Österreichische Städtebuch. Er hatte auch die Verantwortung über das Stadtarchiv, das sich damals noch im Salzburger Rathaus befand, wobei er außerordentlich gewissenhaft gearbeitet haben mag. Er sorgte schließlich auch „für die Übergabe der Archivalien an das Museum“. Durch viele Anfragen und auch Besuche von Geschichtsforschern wuchs Pezolds Kenntnis über die Inhalte des Archivs. 1888 wurde er Mitglied der Gesellschaft für Salzburger Landeskunde. Gleichenjahres erfolgte seine erste Veröffentlichung über die Grenzen des ehemaligen Stadtgerichtsbezirks. Er verfasste auch biographische Inhalte über Josepha Duschek (1888) und genealogische Arbeiten über Salzburger Adelsgeschlechter, z. B. Elsenheim, Haunsberg und Rehlingen, ferner auch zahlreiche kleinere Werke über bestimmte Schlösser und Häuser.
Pezolds verdienstvollste Arbeit seien die Register in den Salzburger Bürgerbüchern gewesen, für die jeder sie nutzende Forscher „stets dankefüllt“ an Pezolds Arbeit gedenken werde.
Als Kanzleipräsident ging Pezold Ende 1898 in Pension. Seine Arbeitsweise sei gründlich, sein menschliches Wesen bescheiden, bereitwillig, geduldig und liebenswürdig gewesen. Seine Pension stand womöglich in Zusammenhang mit seiner zum nahen Zeitpunkt geschlossenen Ehe mit Wilhelmine (geb. Kammerer), die er „sich als fast Sechzigjähriger heimgeholt hat“, also heiratete. Pezold war Mitglied im Turnverein bis 1904. In seiner Freizeit beschäftigte er sich auch besonders mit den „besten Werken der Weltliteratur“, zum Beispiel Theodor Mommsen, Wilhelm Heinrich Riehl, Oswald Spengler, Conrad Ferdinand Meyer, Isaäc da Costa, August Strindberg und Romain Rolland. Er starb am 21. Juli 1921 „schmerzlos, wie eine Lampe ohne Öl“.

## Ehrungen
Für seine Verdienste um die Salzburger Stadtgeschichte erhielt Pezold 1910 die Ehrenmitgliedschaft der Gesellschaft für Salzburger Landeskunde.
Julius Haagn hat ihm in den Turnblättern für Oberösterreich und Salzburg 1922 einen „warmen Nachruf“ verfasst.

## Trivia
Ein Ludwig Petzold ist im Jahr 1887 Übersetzer des französischen Buches „Das Reich der Zaren und die Russen“ (Band 2) von Anatole Leroy-Beaulieu. Der Archivar Ludwig Pezold arbeitete in diesem Jahr noch als Kanzleipräsident in Salzburg. In Frage für die Autorschaft käme beispielsweise der Regensburger Schüler Ludwig Petzold (* 1855 in Pfrentsch) oder jede weitere gleichnamige Person, die in der zweiten Hälfte des 19. Jahrhunderts lebte.

## Schriften (Auswahl)
- Das Schloss Ursprung bei Salzburg und seine Besitzer, [unter anderen] die [Schweizer] Familie Hegi. 1911[4]
- Jugendwehr und Turnen in ihrem Wert für die Wehrhaftmachung der Jugend. 1876[5]
- Die Elsenheimer: von ihrem ersten Auftreten in Salzburg bis zum Ende des Mittelalters; eine Studie zur Geschichte der Salzburger Geschlechter. 1900. (PDF)
- Salzburg – statistischer Bericht über die wichtigsten demographischen Verhältnisse. 1887.[6]